# Curva tautocrona

Quattro punti materiali scorrono verso il basso su una curva cicloide da differenti posizioni, arrivando in fondo tutte allo stesso tempo. La freccia blu mostra l'accelerazione dei punti lungo la curva. In alto il diagramma tempo-posizione.

Realizzazione di una curva tautocrona

Una curva tautocrona o isocrona (dal prefisso greco tauto-, con significato "stesso" o iso-, "uguale", e chrono, "tempo") è la curva per cui il tempo impiegato da un oggetto che la scorre senza attrito con interazione gravitazionale uniforme fino al punto più basso è indipendente dal punto di inizio. La curva è una cicloide, e il tempo è uguale a π volte la radice quadrata del raggio (dell'intero cerchio che genera la cicloide) diviso per l'accelerazione di gravità.

## Problema della tautocrona
(Moby Dick by Herman Melville, 1851)

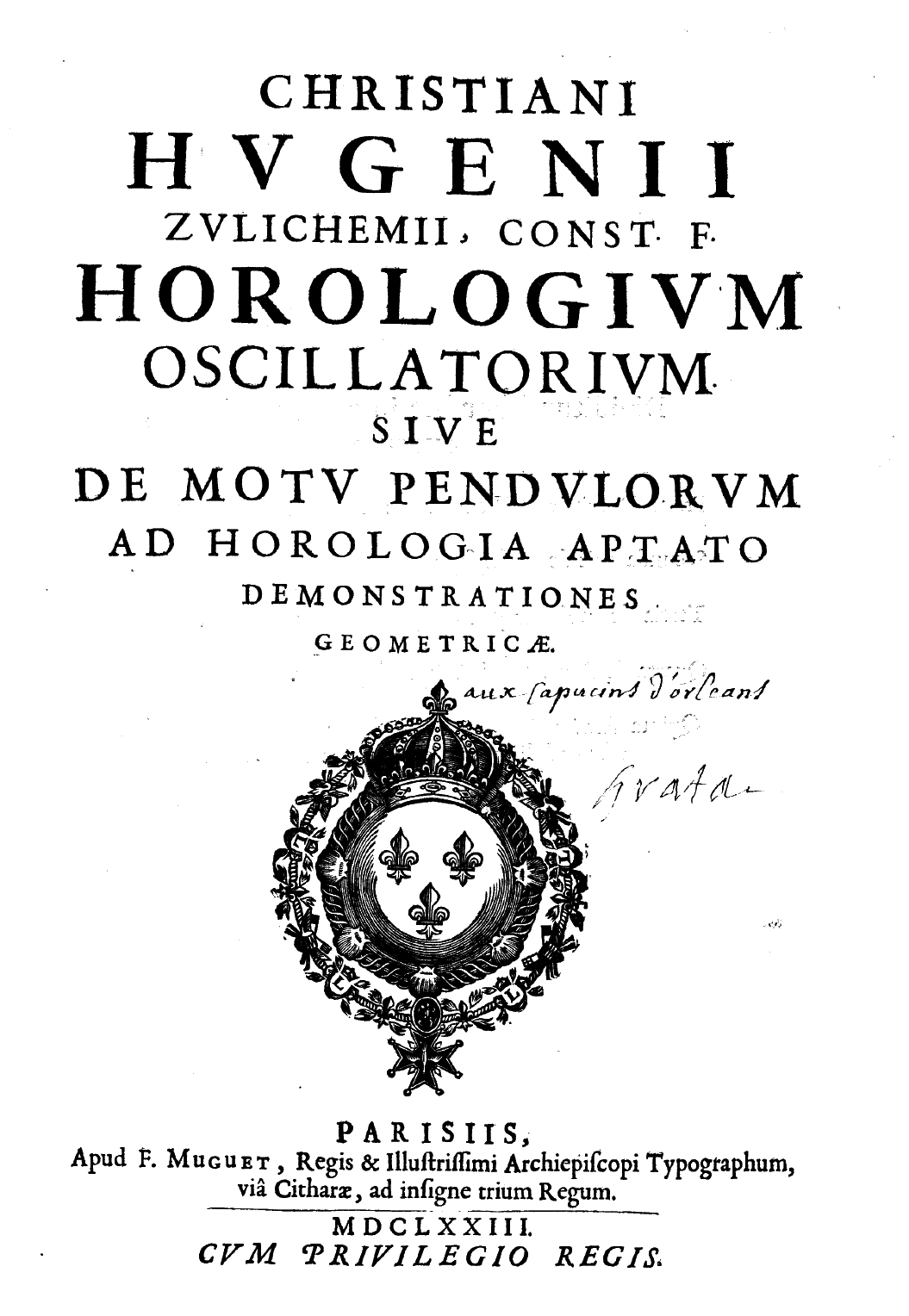
Christian Huygens, Horologium oscillatorium sive de motu pendulorum, 1673

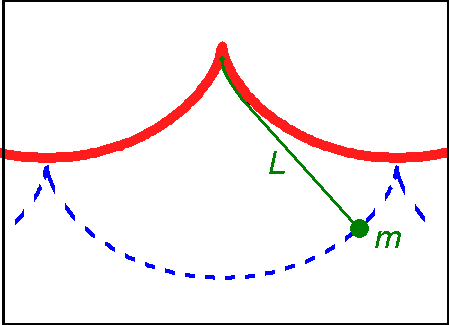
Schema di un pendolo cicloidale

Il problema della tautocrona, il tentativo di identificare tale curva, venne risolto da Christiaan Huygens nel 1659. Egli dimostrò geometricamente nel suo Horologium oscillatorium, pubblicato originariamente nel 1673, che la curva era una cicloide.
Huygens provò inoltre che il tempo di discesa è uguale al tempo che un corpo impiega per percorrere verticalmente la stessa distanza del diametro del cerchio che genera la cicloide moltiplicato per π/2. In termini moderni, ciò significa che il tempo di discesa è di {\displaystyle \pi {\sqrt {r/g}}}, dove r è il raggio del cerchio che genera la cicloide, e g l'accelerazione di gravità terrestre.

Cinque pendoli cicloidali isocroni con ampiezze differenti

Questa soluzione venne in seguito usata per tentare di risolvere il problema della curva brachistocrona. Jakob Bernoulli lo risolse in un articolo (Acta Eruditorum, 1690) in cui veniva pubblicato per la prima volta l'uso del termine "integrale".
Il problema della tautocrona venne studiato da Huygens più approfonditamente, in particolare in relazione al moto del pendolo.
Successivamente, i matematici Joseph-Louis Lagrange ed Eulero fornirono una soluzione analitica al problema.